# Kusakowate Irlandii
Kusakowate Irlandii – ogół taksonów chrząszczy z rodziny kusakowatych (Staphylinidae), których występowanie stwierdzono na terenie Irlandii.
Kusakowate stanowią najliczniejszą rodzinę w koleopterofaunie Irlandii. Stwierdzono ich w tym kraju około 670 gatunków z 14 podrodzin.

## Kiepurki(Euaesthetinae)
W Irlandii stwierdzono 3 gatunki:
- Euaesthetus bipunctatus – kiepurek bezbruzdy
- Euaesthetus laeviusculus
- Euaesthetus ruficapillus

## Kozubki(Oxytelinae)
W Irlandii stwierdzono:

- Anotylus complanatus
- Anotylus insecatus
- Anotylus inustus
- Anotylus maritimus
- Anotylus nitidulus
- Anotylus rugosus
- Anotylus sculpturatus
- Anotylus tetracarinatus
- Aploderus caelatus – szerzynek wciętogoleń
- Bledius annae
- Bledius erraticus
- Bledius femoralis
- Bledius fergussoni
- Bledius furcatus
- Bledius fuscipes
- Bledius gallicus
- Bledius limicola
- Bledius longulus
- Bledius occidentalis
- Bledius opacus
- Bledius praetermissus
- Bledius subniger
- Bledius subterraneus
- Bledius unicornis
- Carpelimus bilineatus
- Carpelimus corticinus
- Carpelimus elongatulus
- Carpelimus fuliginosus
- Carpelimus gracilis
- Carpelimus impressus
- Carpelimus obesus
- Carpelimus pusillus
- Carpelimus rivularis
- Carpelimus similis
- Carpelimus subtilicornis
- Coprophilus striatulus
- Deleaster dichrous
- Ochthephilus aureus
- Ochthephilus omalinus
- Oxytelus laqueatus
- Oxytelus sculptus
- Platystethus arenarius
- Platystethus cornutus
- Platystethus nodifrons
- Syntomium aeneum – piłatek mchowy
- Teropalpus unicolor
- Thinobius bicolor
- Thinobius longipennis
- Thinodromus arcuatus

## Kusaki(Staphylininae)
W Irlandii stwierdzono:

- Atrecus affinis – zezoń dwubarwiec
- Bisnius cephalotes
- Bisnius fimetarius
- Bisnius nigriventris
- Bisnius puella
- Bisnius sordidus
- Cafius fucicola
- Cafius sericeus
- Cafius xantholoma
- Creophilus maxillosus – gnojek naśmietny
- Dinothenarus pubescens – słońcolubek plugojad
- Erichsonius cinerascens
- Gabrius bishopi
- Gabrius breviventer
- Gabrius keysianus
- Gabrius nigritulus
- Gabrius osseticus
- Gabrius piliger
- Gabrius splendidulus – chudzik kornikowiec
- Gabrius subnigritulus
- Gabrius trossulus
- Gabrius velox
- Gabronthus thermarum
- Gauropterus fulgidus
- Gyrohypnus angustatus – ryżak synantrop
- Gyrohypnus fracticornis
- Gyrohypnus punctulatus
- Heterothops binotatus
- Heterothops minutus
- Heterothops niger
- Heterothops praevius – marganka kretolubna
- Leptacinus batychrus
- Leptacinus pusillus
- Megalinus glabratus
- Neobisnius lathrobioides
- Neobisnius procerulus
- Neobisnius villosulus
- Ocypus aeneocephalus
- Ocypus ater
- Ocypus brunnipes
- Ocypus fortunatarum
- Ocypus globulifer
- Ocypus melanarius
- Ocypus morsitans
- Ocypus nitens – zbójca leśny
- Ocypus olens – zbójca gajowy, próchniczak czarniawy
- Ontholestes murinus
- Ontholestes tesselatus
- Othius angustus
- Othius laeviusculus
- Othius punctulatus – żezoń krasnokrywy
- Othius subuliformis – żezoń leśny
- Phacophallus parumpunctatus
- Philonthus addendus
- Philonthus albipes
- Philonthus carbonarius – nawozak szerokogłowy
- Philonthus cognatus – nawozak pospolity
- Philonthus concinnus
- Philonthus corvinus
- Philonthus cruentatus
- Philonthus debilis
- Philonthus decorus – nawozak ściółkowy
- Philonthus discoideus
- Philonthus ebeninus
- Philonthus fumarius
- Philonthus furcifer
- Philonthus intermedius
- Philonthus jurgans
- Philonthus laminatus
- Philonthus lepidus
- Philonthus longicornis
- Philonthus mannerheimi
- Philonthus marginatus
- Philonthus micans
- Philonthus micantoides
- Philonthus nigrita
- Philonthus nitidicollis
- Philonthus parvicornis
- Philonthus politus – nawozak krępy
- Philonthus punctus
- Philonthus quisquiliarius
- Philonthus rectangulus
- Philonthus rotundicollis – nawozak zielonogłowy
- Philonthus sanguinolentus
- Philonthus splendens
- Philonthus succicola – nawozak czarnogłowy
- Philonthus tenuicornis
- Philonthus umbratilis
- Philonthus varians
- Philonthus ventralis
- Quedius assimilis
- Quedius auricomus
- Quedius boopoides
- Quedius boops – marga wolooczna
- Quedius brevicornis – marga dziuplanka
- Quedius brevis – marga mrówkojad
- Quedius cinctus – marga brązowawa
- Quedius cruentus – marga starodrzewna
- Quedius curtipennis
- Quedius fuliginosus – marga ściółkowa
- Quedius fulvicollis
- Quedius fumatus – marga ciekawska
- Quedius humeralis
- Quedius invreae
- Quedius longicornis
- Quedius maurorufus
- Quedius mesomelinus – marga wszędobylska
- Quedius molochinus – marga bagienna
- Quedius nigriceps – marga czarnogłowa
- Quedius nitipennis
- Quedius pallipes
- Quedius persimilis
- Quedius picipes
- Quedius plagiatus – marga siatkokrywka
- Quedius puncticollis – marga gryzoniówka
- Quedius schatzmayri
- Quedius scintillans
- Quedius semiaeneus
- Quedius semiobscurus
- Quedius tristis
- Quedius truncicola
- Quedius umbrinus – marga szerokopleca
- Staphylinus dimidiaticornis – kusak podkamieniec
- Staphylinus erythropterus – kusak czerwonopokrywy
- Xantholinus elegans
- Xantholinus laevigatus – wydłużak mokroleśny
- Xantholinus linearis – wydłużak pospolity
- Xantholinus longiventris – wydłużak mokrotek

## Łodziki(Scaphidiinae)
W Irlandii stwierdzono 2 gatunki:
- Scaphisoma agaricinum
- Scaphisoma boleti

## Marniki(Pselaphinae)
W Irlandii stwierdzono 29 gatunków:

- Bibloplectus ambiguus
- Bibloplectus pusillus
- Bibloplectus spinosus
- Bibloporus bicolor
- Brachygluta fossulata
- Brachygluta haematica
- Brachygluta helferi
- Brachygluta waterhousei
- Bryaxis bulbifer
- Bryaxis curtisii
- Bryaxis puncticollis
- Bythinus burrellii
- Bythinus macropalpus
- Claviger testaceus – rozrożek pociskokształtny
- Euplectus bescidicus
- Euplectus duponti
- Euplectus infirmus
- Euplectus karstenii
- Euplectus mutator
- Euplectus piceus
- Euplectus punctatus
- Euplectus sanguineus
- Pselaphaulax dresdensis
- Pselaphus heisei – marnik mchowy
- Reichenbachia juncorum
- Rybaxis laminata
- Rybaxis longicornis
- Trissemus impressa
- Tychus niger

## Myśliczki(Steninae)
W Irlandii stwierdzono:

- Dianous coerulescens
- Stenus aceris
- Stenus argus
- Stenus bifoveolatus
- Stenus bimaculatus
- Stenus binotatus
- Stenus boops
- Stenus brevipennis
- Stenus brunnipes
- Stenus canaliculatus
- Stenus carbonarius
- Stenus cicindeloides
- Stenus clavicornis – myśliczek pospolity
- Stenus crassus
- Stenus europaeus
- Stenus exiguus
- Stenus flavipes – myśliczek żółtonogi
- Stenus formicetorum
- Stenus fornicatus
- Stenus fulvicornis
- Stenus fuscipes
- Stenus geniculatus – myśliczek borowiec
- Stenus glabellus
- Stenus glacialis
- Stenus guttula
- Stenus guynemeri
- Stenus impressus – myśliczek żółtoczułki
- Stenus incanus
- Stenus incrassatus
- Stenus juno
- Stenus kiesenwetteri
- Stenus latifrons
- Stenus lustrator
- Stenus melanarius
- Stenus melanopus
- Stenus nanus
- Stenus nigritulus
- Stenus nitens
- Stenus nitidiusculus
- Stenus opticus
- Stenus ossium
- Stenus pallitarsis
- Stenus palposus
- Stenus palustris
- Stenus picipennis
- Stenus picipes
- Stenus providus
- Stenus pubescens
- Stenus pusillus
- Stenus similis
- Stenus solutus
- Stenus tarsalis – myśliczek dwukoniec
- Stenus umbratilis

## Narożki(Habrocerinae)
W Irlandii stwierdzono 1 gatunek:
- Habrocerus capillaricornis – narożek ściółkowy

## Piesty(Piestinae)
W Irlandii stwierdzono 1 gatunek:
- Siagonium quadricorne – piesta pięciorzędowa

## Płaskusaczki(Pseudopsinae)
W Irlandii stwierdzono 1 gatunek:
- Pseudopsis sulcata

## Protki(Proteininae)
W Irlandii stwierdzono:
- Megarthrus bellevoyi
- Megarthrus denticollis
- Megarthrus depressus – megart rdzawonogi
- Megarthrus prosseni
- Metopsia clypeata
- Proteinus atomarius
- Proteinus brachypterus – protek pospolity
- Proteinus laevigatus
- Proteinus ovalis

## Rozstrzępki(Micropeplinae)
W Irlandii stwierdzono:
- Micropeplus caelatus
- Micropeplus fulvus
- Micropeplus porcatus
- Micropeplus staphylinoides
- Micropeplus tesserula – rozstępek krasnobrzeżek

## Rydzenice(Aleocharinae)
W Irlandii stwierdzono:

- Acrotona aterrima
- Acrotona muscorum
- Acrotona parvula
- Acrotona pygmaea
- Acrotona sylvicola
- Alaobia gagatina
- Alaobia pallidicornis
- Alaobia sodalis
- Alaobia trinotata
- Aleochara bilineata
- Aleochara bipustulata
- Aleochara brevipennis
- Aleochara cuniculorum
- Aleochara curtula
- Aleochara funebris
- Aleochara intricata
- Aleochara lanuginosa
- Aleochara moerens
- Aleochara moesta
- Aleochara sparsa
- Aleochara villosa
- Alevonota rufotestacea
- Alianta incana
- Aloconota cambrica
- Aloconota currax
- Aloconota gregaria
- Aloconota insecta
- Aloconota planifrons
- Aloconota sulcifrons
- Amidobia talpa
- Amischa analis
- Amischa bifoveolata
- Amischa decipiens
- Amischa nigrofusca
- Anomognathus cuspidatus
- Anopleta corvina
- Atheta crassicornis
- Atheta paracrassicornis
- Atheta basicornis
- Atheta britanniae
- Atheta brunneipennis
- Atheta castanoptera
- Atheta cauta
- Atheta coriaria
- Atheta divisa
- Atheta euryptera
- Atheta fungicola
- Atheta graminicola
- Atheta harwoodi
- Atheta hypnorum
- Atheta incognita
- Atheta nigricornis
- Atheta nigritula
- Atheta pilicornis
- Atheta ravilla
- Atheta setigera
- Atheta strandiella
- Atheta triangulum
- Atheta xanthopus
- Atheta aeneicollis
- Atheta aquatica
- Atheta aquatilis
- Autalia impressa
- Autalia rivularis
- Badura macrocera
- Bessobia excellens
- Bessobia fungivora
- Bessobia monticola
- Bessobia occulta
- Bolitochara lucida
- Bolitochara obliqua
- Boreophilia eremita
- Brundinia marina
- Brundinia meridionalis
- Cadaverota cadaverina
- Callicerus obscurus
- Callicerus rigidicornis
- Calodera aethiops
- Calodera nigrita
- Calodera protensa
- Calodera riparia
- Ceritaxa testaceipes
- Chaetida longicornis
- Chilomorpha longitarsis
- Cordalia obscura
- Crataraea suturalis
- Cypha hanseni
- Cypha laeviuscula
- Cypha longicornis
- Cypha ovulum
- Cypha punctum
- Cypha seminulum
- Cypha tarsalis
- Dacrila fallax
- Dadobia immersa
- Datomicra canescens
- Datomicra celata
- Datomicra nigra
- Datomicra sordidula
- Datomicra zosterae
- Diglotta mersa
- Diglotta sinuaticollis
- Dilacra luteipes
- Dilacra vilis
- Dimetrota aeneipennis
- Dimetrota atramentaria
- Dimetrota cinnamoptera
- Dimetrota intermedia
- Dimetrota ischnocera
- Dimetrota laevana
- Dimetrota marcida
- Dimetrota nigripes
- Dinaraea aequata
- Dinaraea angustula
- Dinaraea linearis
- Disopora coulsoni
- Disopora longicollis
- Dochmonota clancula
- Drusilla canaliculata
- Emplenota obscurella
- Enalodroma hepatica
- Encephalus complicans
- Falagria caesa
- Falagrioma thoracica
- Geostiba circellaris
- Gnypeta caerulea
- Gnypeta carbonaria
- Gymnusa brevicollis
- Gymnusa variegata
- Gyrophaena affinis
- Gyrophaena angustata
- Gyrophaena bihamata
- Gyrophaena fasciata
- Gyrophaena gentilis
- Gyrophaena hanseni
- Gyrophaena joyi
- Gyrophaena latissima
- Gyrophaena minima
- Gyrophaena nana
- Gyrophaena poweri
- Gyrophaena pulchella
- Gyrophaena strictula
- Halobrecta algae
- Halobrecta flavipes
- Haploglossa nidicola
- Haploglossa villosula – rydzeniczka gniazdowa
- Heterota plumbea
- Holobus apicatus
- Homalota plana
- Hydrosmecta delicatula
- Hydrosmecta eximia
- Hydrosmecta fragilis
- Hydrosmecta longula
- Hydrosmecta septentrionum
- Hygronoma dimidiata
- Hygropora cunctans
- Ilyobates nigricollis
- Ischnoglossa prolixa
- Ischnopoda atra
- Ischnopoda constricta
- Ischnopoda leucopus
- Ischnopoda umbratica
- Leptusa fumida
- Leptusa norvegica
- Leptusa pulchella
- Liogluta alpestris
- Liogluta longiuscula
- Liogluta microptera
- Liogluta pagana
- Meotica apicalis
- Meotica exilis
- Meotica exillima
- Microdota amicula
- Microdota atricolor
- Microdota benickiella
- Microdota indubia
- Microdota liliputana
- Microdota subtilis
- Mniusa incrassata
- Mocyta orphana
- Mocyta amplicollis
- Mocyta clientula
- Mocyta fungi
- Mocyta orbata
- Mycetota laticollis
- Myllaena brevicornis
- Myllaena dubia
- Myllaena gracilicornis
- Myllaena gracilis
- Myllaena infuscata
- Myllaena intermedia
- Myllaena kraatzi
- Myllaena minuta
- Myrmecopora brevipes
- Myrmecopora sulcata
- Myrmecopora uvida
- Nehemitropia lividipennis
- Neohilara subterranea
- Notothecta flavipes
- Ocalea latipennis
- Ocalea picata – moczarówka ruczajanka
- Ocalea rivularis
- Ocyusa maura
- Ocyusa picina – debrówka ściółkowa
- Oligota granaria
- Oligota inflata
- Oligota parva
- Oligota pumilio
- Oligota punctulata
- Oligota pusillima
- Oreostiba tibialis
- Oxypoda acuminata – ostronóżka bagienna
- Oxypoda alternans – ostronóżka grzybiarka
- Oxypoda annularis – ostronóżka leśnomchowa
- Oxypoda brachyptera – ostronóżka marszczona
- Oxypoda brevicornis
- Oxypoda carbonaria
- Oxypoda elongatula
- Oxypoda exoleta
- Oxypoda flavicornis
- Oxypoda formiceticola
- Oxypoda haemorrhoa
- Oxypoda induta
- Oxypoda lentula
- Oxypoda lividipennis
- Oxypoda lurida
- Oxypoda opaca
- Oxypoda procerula
- Oxypoda tirolensis
- Oxypoda umbrata
- Oxypoda vittata
- Pachnida nigella
- Pachyatheta mortuorum
- Parameotica difficilis
- Parocyusa longitarsis
- Philhygra arctica
- Philhygra debilis
- Philhygra elongatula
- Philhygra fallaciosa
- Philhygra gyllenhalii
- Philhygra hygrobia
- Philhygra hygrotopora
- Philhygra luridipennis
- Philhygra malleus
- Philhygra melanocera
- Philhygra obtusangula
- Philhygra palustris
- Philhygra terminalis
- Philhygra volans
- Phloeopora testacea – kornikarka ciemna
- Phytosus balticus
- Phytosus nigriventris
- Phytosus spinifer
- Plataraea brunnea
- Polystomota grisea
- Polystomota punctatella
- Schistoglossa aubei
- Schistoglossa gemina
- Thamiaraea hospita
- Thiasophila angulata – mrówecznica rudnicówka
- Thinobaena vestita
- Tinotus morion
- Traumoecia picipes
- Zyras collaris
- Zyras limbatus

## Skorogonki(Tachyporinae)
W Irlandii stwierdzono:

- Bolitobius castaneus – grzyboń krasnokrywek
- Bolitobius cingulatus – grzyboń mchowy
- Bryophacis crassicornis
- Cilea silphoides
- Ischnosoma longicorne
- Ischnosoma splendidum – dziurawcowiec wczesnowiosenny
- Lamprinodes saginatus
- Lordithon exoletus
- Lordithon lunulatus – grzybotocz leśny
- Lordithon thoracicus – grzybotocz krępy
- Lordithon trinotatus – grzybotocz gęstopunktowy
- Mycetoporus angularis
- Mycetoporus clavicornis – hubna ciemnopotyliczna
- Mycetoporus despectus
- Mycetoporus erichsonanus
- Mycetoporus lepidus – hubna brunatna
- Mycetoporus longulus
- Mycetoporus nigricollis
- Mycetoporus punctus
- Mycetoporus punctus
- Mycetoporus rufescens – hubna czerwonopleca
- Parabolitobius inclinans – nagrzybnik rdzawokrywek
- Sepedophilus immaculatus – skoropędek ciemnoszek
- Sepedophilus littoreus
- Sepedophilus marshami – skoropędek Marshama
- Sepedophilus nigripennis
- Sepedophilus pedicularius
- Tachinus elongatus – raźnik wydłużony
- Tachinus humeralis
- Tachinus laticollis – raźnik płowobrzegi
- Tachinus marginellus – raźnik obrzeżony
- Tachinus pallipes
- Tachinus proximus – raźnik drzewosoczniak
- Tachinus signatus
- Tachinus subterraneus
- Tachyporus atriceps
- Tachyporus chrysomelinus – skorogonek stonkowaty
- Tachyporus dispar
- Tachyporus formosus
- Tachyporus hypnorum
- Tachyporus nitidulus
- Tachyporus obtusus – skorogonek opasany, skorogonek dwubarwny
- Tachyporus pallidus
- Tachyporus pusillus – skorogonek przyciemniony
- Tachyporus solutus – skorogonek szerokoplecy
- Tachyporus tersus
- Tachyporus transversalis

## Sośniczki(Phloeocharinae)
W Irlandii stwierdzono 1 gatunek:
- Phloeocharis subtilissima – sośniczek włochaty

## Świeżacinki(Omaliinae)
W Irlandii stwierdzono:

- Acidota crenata – truś grubobrzeżek
- Acidota cruentata
- Acrolocha sulcula
- Acrulia inflata – pękatek samotny
- Anthobium atrocephalum – wilgotniak czarnogłowy
- Anthobium unicolor
- Anthophagus alpinus
- Coryphium angusticolle – zamierek wąskoplecy
- Deliphrum tectum
- Eucnecosum brachypterum
- Eusphalerum luteum
- Eusphalerum minutum – kwieciożyjek poziomkowiec
- Eusphalerum primulae
- Geodromicus nigrita
- Hapalaraea pygmaea
- Lesteva hanseni
- Lesteva longoelytrata
- Lesteva monticola
- Lesteva pubescens
- Lesteva punctata
- Lesteva sicula
- Micralymma marina
- Olophrum fuscum
- Olophrum piceum
- Omalium allardi
- Omalium caesum – świeżacinek ściółkowy
- Omalium excavatum
- Omalium exiguum
- Omalium italicum
- Omalium laeviusculum
- Omalium oxyacanthae
- Omalium riparium
- Omalium rivulare – świeżacinek pospolity
- Omalium rugatum
- Omalium rugulipenne
- Omalium septentrionis
- Philorinum sordidum
- Phloeonomus punctipennis – skryt punktowany
- Phloeonomus pusillus – skryt sosnowiec
- Phloeostiba plana – skrytek guzkoplecy
- Phyllodrepa devillei
- Phyllodrepa gracilicornis
- Phyllodrepa ioptera
- Phyllodrepa vilis
- Phyllodrepa floralis – chowaniec wiśniowy
- Phyllodrepa puberula
- Phyllodrepoidea crenata
- Xylodromus bruneipennis
- Xylodromus depressus

## Żarlinki(Paederinae)
W Irlandii stwierdzono:

- Astenus lyonessius
- Lathrobium angusticolle
- Lathrobium boreale
- Lathrobium brunnipes – nasiernica mydłokrywka
- Lathrobium elongatum
- Lathrobium fovulum
- Lathrobium fulvipenne
- Lathrobium impressum
- Lathrobium longulum
- Lathrobium multipunctum
- Lathrobium pallidipenne
- Lathrobium quadratum
- Lathrobium rufipenne – nasiernica torfowcowa
- Lathrobium terminatum
- Lathrobium zetterstedti
- Lithocharis nigriceps
- Lithocharis ochracea
- Medon ripicola
- Ochthephilum fracticorne
- Paederus caligatus
- Paederus fuscipes – żarlinek kosmopolita
- Paederus littoralis – żarlinek pobrzeżnik
- Paederus riparius – żarlinek gromadny
- Pseudomedon obsoleta
- Rugilus erichsoni
- Rugilus geniculatus
- Rugilus orbiculatus
- Rugilus rufipes – bystrzyk ściółkowy
- Rugilus similis
- Scopaeus gracilis
- Scopaeus sulcicollis
- Sunius melanocephalus
- Sunius propinquus